# Dreschvitz
Dreschvitz est une commune sur l'île de Rügen, dans l'arrondissement de Poméranie-Occidentale-Rügen, Land de Mecklembourg-Poméranie-Occidentale.

## Géographie
Dreschvitz se situe au bord de la Kubitzer Bodden.
La commune comprend les quartiers de Bußvitz, Dußvitz, Güttin, Landow, Mölln, Ralow et Rugenhof.
L'île de Liebitz est rattachée à la commune.

## Histoire
Dreschvitz est mentionné pour la première fois en 1314 sous le nom de "Gassendorf" près de l'ancienne route du sel.

## Infrastructure
Dans le quartier de Güttin se trouve l'aérodrome de Rügen. Outre quelques vols réguliers lors de la saison touristique, il permet des vols panoramiques autour de l'île.

## Personnalités liées à la commune
- Otto Nordt (1902-1976), officier de marine.
- Dieter Freese (né en 1939), braqueur de banques.

## Source de la traduction
- (de) Cet article est partiellement ou en totalité issu de l’article de Wikipédia en allemand intitulé « Dreschvitz » (voir la liste des auteurs).